# Chiesa di Sant'Olcese
La chiesa di Sant'Olcese è un luogo di culto cattolico situato nel comune di Sant'Olcese, in piazza Don Agostino Oxilia, nella città metropolitana di Genova. 
La chiesa è sede della parrocchia omonima del vicariato di Sant'Olcese-Serra Riccò dell'arcidiocesi di Genova.

## Storia e descrizione

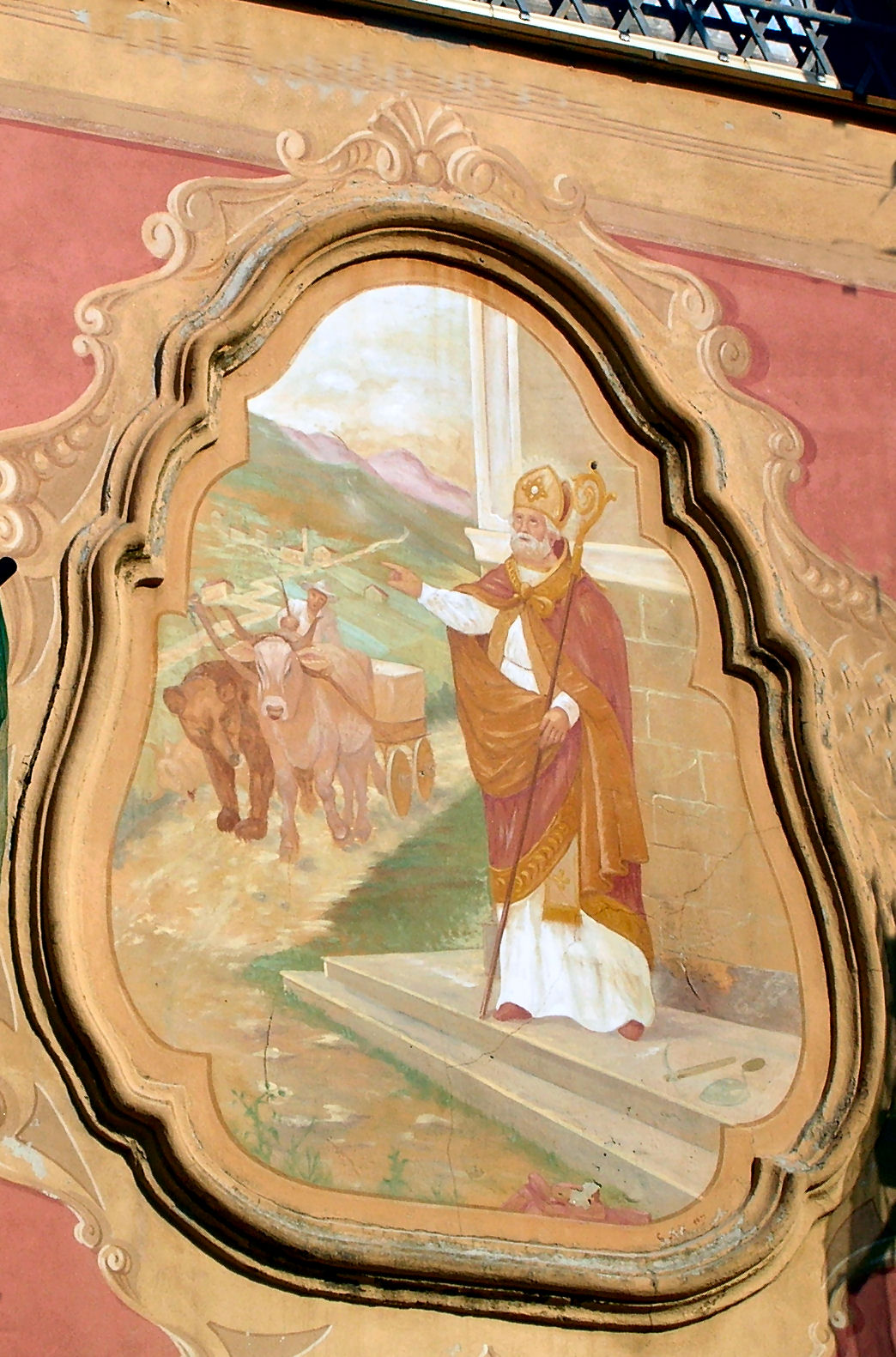
Particolare dell'affresco in facciata

Come tante chiese dell'arcidiocesi di Genova, la chiesa di Sant'Olcese è citata per la prima volta in un documento storico nel 1143, sul registro delle decime voluto dall'arcivescovo Siro II; il primo parroco di cui si ha notizia è documentato dal 1146.
Probabilmente la costruzione della prima chiesa risale ad un'epoca precedente mentre non esistono documenti che attestino la tradizione secondo cui una chiesa in questo sito fosse stata costruita dallo stesso sant'Olcese, vescovo normanno riparato in questi luoghi dalla Gallia nei primi anni del V secolo per sfuggire alle invasioni barbariche. I resti mortali del santo sono conservati nella chiesa dal 1155 e dal 1823 sono collocati in un'urna di legno dorato, dono del cardinale Luigi Lambruschini, arcivescovo di Genova.
La chiesa fu incendiata e distrutta nel 1367 nel corso delle cruente lotte fra le fazioni politiche dell'epoca e ricostruita nel 1387. Fu completamente ricostruita, ampliandola a tre navate e solennemente consacrata nel 1635; nel 1746 fu saccheggiata dalle truppe austriache nel corso della guerra di successione austriaca che coinvolse la Repubblica di Genova. In quell'occasione furono rubati o distrutti anche due quadri raffiguranti episodi della vita del santo vescovo Olcese, opere del pittore Giuseppe Palmieri che si trovavano nella chiesa. Andarono persi anche i registri parrocchiali, mentre le reliquie del santo, salvate dalla distruzione e consegnate all'arcivescovo di Genova Giuseppe Maria Saporiti, furono riportate nella chiesa nel 1749.

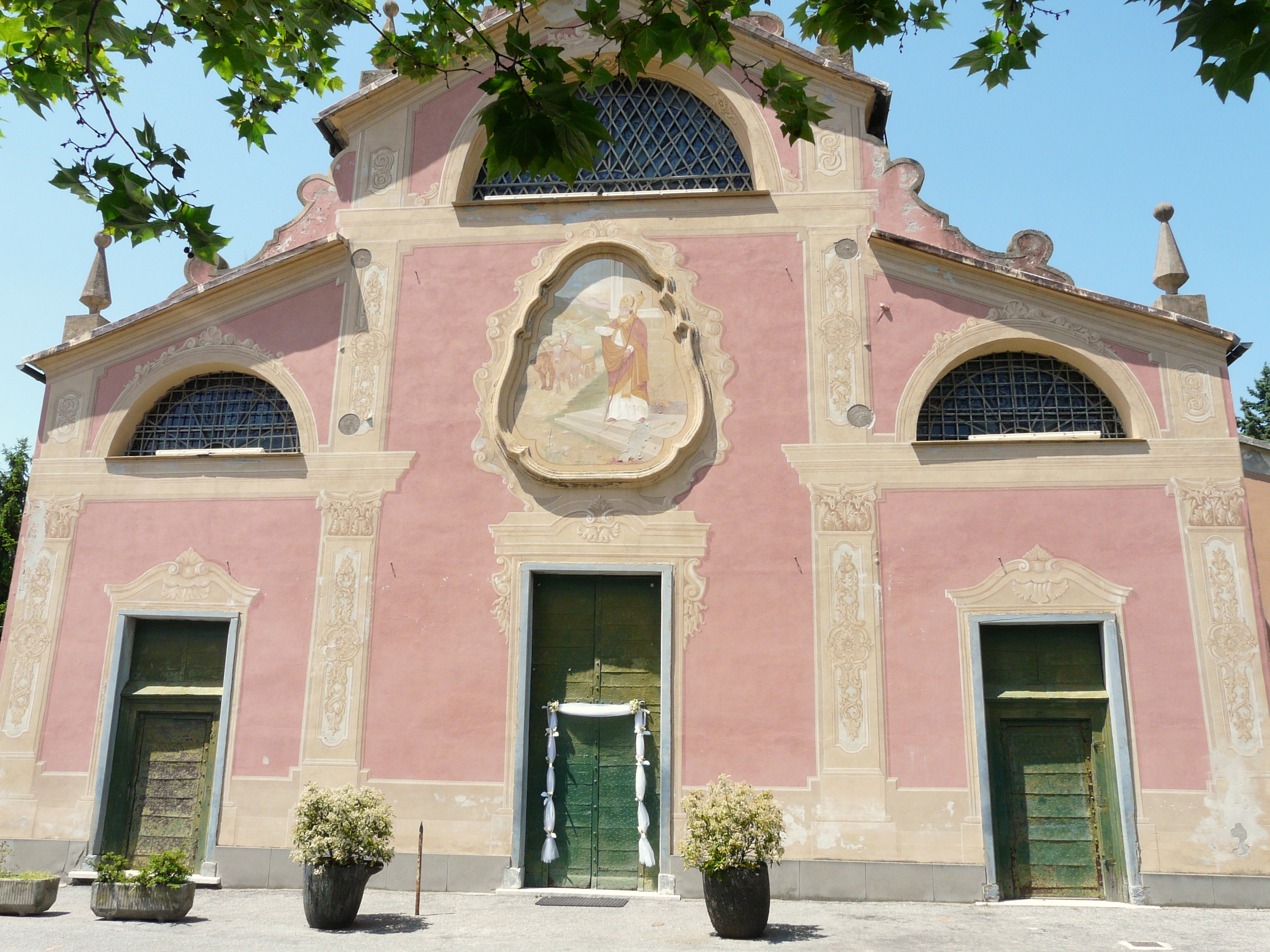
La facciata della chiesa

Nel 1939 fu decisa la demolizione dell'antico campanile che, inclinato verso la chiesa, minacciava di crollarvi addosso e a pochi metri di distanza fu costruito l'attuale, che si presenta, cosa piuttosto insolita in Liguria, staccato dalla chiesa. Oltre alla costruzione del nuovo campanile, nello stesso periodo, per iniziativa dell'allora arciprete monsignor Agostino Oxilia furono effettuati diversi lavori di restauro della facciata e degli arredi.